# Щучье (озеро, Тверская область)
Щу́чье — озеро в Тверской и Смоленской (небольшая часть) областях России. Расположено в Жарковском районе Тверской области и Демидовском районе Смоленской. Принадлежит бассейну Западной Двины.
Длина озера 13,8 км, ширина до 2,4 км. Площадь водного зеркала — 11,9 км². Высота над уровнем моря — 177,2 метра. Наибольшая глубина составляет 10,5 метров, средняя — 4,9 метра. Площадь водосборного бассейна — 310 км².
Озеро Щучье находится в 15 километрах к юго-западу от посёлка Жарковский, главным образом в Жарковском районе Тверской области. На территории Смоленской области находится лишь небольшой юго-западный конец. Озеро сильно вытянуто с запада на восток. Берега малоизрезанные, местами заболоченные, местами сухие. На берегах несколько деревень, сельскохозяйственные угодья, на южном берегу участки леса.
В озеро впадает несколько ручьев и речки Гнилица, Синявка, Аплава, Митино. Из западной части озера вытекает речка Должица, впадающая в Ельшу (приток Межи).
Часть озера (1,8 км²) в Смоленской области входит в состав национального парка Смоленское поозерье.